# Equazione di Price
Nell’ambito della biologia evoluzionistica e della genetica di popolazione, l'equazione di Price descrive il cambiamento di un carattere, sia esso fenotipico o genetico, da una generazione all’altra. Questa equazione venne formulata dallo scienziato e matematico americano George Robert Price in un articolo della rivista scientifica Nature nel 1970. L’equazione ha un’applicabilità molto generale ed è valida per un qualsiasi insieme di enti in grado di generare nuovi enti attraverso qualunque tipo di riproduzione, persino specie immaginarie dotate di più di un sesso. Inoltre il teorema di Price descrive efficacemente sia cambiamenti causati dalla selezione naturale o artificiale, sia cambiamenti dovuti alla deriva genetica: i due principali motori del cambiamento evolutivo nelle popolazioni. Ciò la rende uno strumento matematico e concettuale di grande potenza esplicativa, in grado di descrivere l’evoluzione di una popolazione nel tempo.

## Enunciato
In una popolazione di {\displaystyle n} individui (o enti) sia {\displaystyle Z} una loro caratteristica cui si possa assegnare un valore numerico; sia {\displaystyle z_{i}} il valore di quel tratto per l’individuo i-esimo e sia {\displaystyle w_{i}} il numero di discendenti (offspring) dello stesso individuo; sia inoltre {\displaystyle \delta _{i}} la variazione fra il valore {\displaystyle z_{i}} del tratto nell’individuo i-esimo e la media dei valori {\displaystyle z_{i}'} nella sua progenie. Allora {\displaystyle \Delta {\bar {z}}}, cioè la variazione nel valore medio {\displaystyle {\bar {z}}} da una generazione alla successiva, sarà:
{\displaystyle \Delta {\bar {z}}={1 \over {\bar {w}}}[cov(w,z)+E(w\delta )]}
In questa equazione la variazione suddetta attraverso una generazione è scomposta nella somma di due termini. Il primo, il termine di covarianza (detto differenziale di selezione) rende conto dell’effetto della selezione naturale (o eventualmente di quella artificiale o della deriva genetica), misurando l’associazione (la covarianza) tra il valore del carattere considerato nell’individuo i-esimo ({\displaystyle z_{i}}) ed il suo successo riproduttivo ({\displaystyle w_{i}}). Il secondo termine (detto transmission bias, o alterazione nella trasmissione del carattere) è il valor medio del prodotto fra il successo riproduttivo dell’individuo i-esimo ({\displaystyle w_{i}}) e la variazione {\displaystyle \delta _{i}}. Questo fattore tiene perciò conto delle fedeltà della trasmissione del valore del carattere {\displaystyle Z} attraverso la riproduzione, cioè di quanto i caratteri dei figli siano simili a quelli dei loro genitori. In questo modo viene inclusa quella parte del cambiamento nel valore medio di {\displaystyle z_{i}}dovuto all’ereditabilità del tratto in questione (ma non coincide esattamente con l’ereditabilità in senso stretto, vedi sotto).

## Dimostrazione
L’equazione di Price è un vero e proprio teorema. È una relazione matematica esatta che si basa sulle definizioni di valore medio e covarianza e sulla definizione di fitness come numero di discendenti di un singolo individuo parentale. Vediamone una dimostrazione.
Consideriamo una popolazione con {\displaystyle n} individui della generazione parentale e {\displaystyle n'} discendenti. Definiamo il cambiamento del valor medio del carattere {\displaystyle Z} fra una generazione e la successiva come:
{\displaystyle \Delta {\bar {z}}={\bar {z}}'-{\bar {z}}}
dove {\displaystyle {\bar {z}}'} è il valore medio del carattere {\displaystyle Z} nei discendenti della prima generazione; esso può essere calcolato (senza riferimento ai genitori) come:
{\displaystyle {\bar {z}}'={1 \over n'}\sum _{j=1}^{n'}z_{j}'}
Poiché {\displaystyle n'} è pari a {\displaystyle n{\bar {w}}} (la numerosità della popolazione di genitori moltiplicata per la fitness media) e poiché la sommatoria dei valori di {\displaystyle Z} nei figli può essere calcolato con riferimento ai loro genitori come sommatoria di {\displaystyle n} termini {\displaystyle w_{i}{\bar {z}}_{i}'} (numero di figli {\displaystyle w_{i}} del genitore i-esimo moltiplicato per il valore medio {\displaystyle {\bar {z}}_{i}'} dei figli stessi) otteniamo:
{\displaystyle {\bar {z}}'={1 \over n{\bar {w}}}\sum _{i=1}^{n}w_{i}{\bar {z}}_{i}'}
Ora sostituendo {\displaystyle {\bar {z}}'}:
{\displaystyle \Delta {\bar {z}}={1 \over n{\bar {w}}}\sum _{i=1}^{n}w_{i}{\bar {z}}'_{i}\ -\ {\bar {z}}}
{\displaystyle {\bar {w}}\Delta {\bar {z}}={1 \over n}\sum _{i=1}^{n}w_{i}{\bar {z}}'_{i}-{\bar {w}}{\bar {z}}}
Avendo definito {\displaystyle \delta _{i}={\bar {z}}'_{i}-z_{i}}, allora {\displaystyle {\bar {z}}'_{i}=\delta _{i}+z_{i}} e sostituendo otteniamo
{\displaystyle {\bar {w}}\Delta {\bar {z}}={1 \over n}\sum _{i=1}^{n}w_{i}(\delta _{i}+z_{i})-{\bar {w}}{\bar {z}}}
{\displaystyle {\bar {w}}\Delta {\bar {z}}={1 \over n}\sum _{i=1}^{n}w_{i}\delta _{i}+{1 \over n}\sum _{i=1}^{n}w_{i}z_{i}-{\bar {w}}{\bar {z}}}
{\displaystyle {\bar {w}}\Delta {\bar {z}}=E(w\delta )+E(wz)-E(w)E(z)}
la differenza degli ultimi due termini corrisponde ad una covarianza, così che
{\displaystyle {\bar {w}}\Delta {\bar {z}}=E(w\delta )+cov(w,z)}
{\displaystyle \Delta {\bar {z}}={1 \over {\bar {w}}}[cov(w,z)+E(w\delta )]}  ∎

## Contributo dell'equazione di Price
Il contributo alla biologia evoluzionistica che l’equazione di Price ha portato è stato di grande importanza. Il teorema per la sua semplicità e la sua universalità può essere usato per spiegare processi evolutivi fondamentali. L’equazione di Price fornisce una formalizzazione matematica della selezione naturale, ed è in grado di cogliere l’effetto di adattamento che questa ha sulle popolazioni biologiche nel tempo. L’equazione di Price è stata applicata nell’ambito dell’evoluzione della socialità per dimostrare la generalità della regola di Hamilton; ne viene ampliata l’applicabilità dalla selezione parentale anche a quella di gruppo dimostrando come queste due teorie siano approcci diversi di guardare allo stesso processo evolutivo e non teorie contrastanti. L’equazione di Price ha anche fornito la spiegazione del teorema fondamentale della selezione naturale di Fisher, secondo il quale veniva definita l’azione direzionale e migliorativa della selezione naturale come generatrice dell’adattamento negli organismi. Tramite l’equazione di Price si dimostra che il teorema di Fisher descrive la risposta alla selezione naturale senza considerare tutti gli altri fattori evolutivi. Anche se è stata introdotta in termini biologici, l’equazione può essere applicata in diversi ambiti, ovunque si debba analizzare il cambiamento nel tempo di un insieme di enti in grado di generarne di nuovi. Essa non fa assunzioni sulla natura delle entità, sul loro modo di riproduzione, sul meccanismo di eredità, sulla base genetica del carattere o altro, per questo è stata applicata in epidemiologia, ecologia ed anche economia.